# Aksaray
Aksaray je město v Turecku, hlavní město stejnojmenné provincie ve střední Anatolii. V roce 2009 zde žilo 171 423 obyvatel.
Město bylo důležitou zastávkou na starodávné Hedvábné stezce.